# Flash (퀸의 노래)
〈Flash〉는 영국의 록 밴드 퀸의 곡이다. 기타리스트 브라이언 메이가 쓴 〈Flash〉는 1980년 영화 《제국의 종말》의 주제곡이다.
그 노래에는 두 가지 버전이 있다. 음반 버전(〈Flash's Theme〉)은 사실 첫 장면의 모든 대화와 함께 영화의 시작이다. 이 싱글 버전에는 영화의 여러 부분에서 잘린 대화가 들어 있는데, 가장 기억에 남는 것은 "고든의 살아있는가?"라고 외치는 브라이언 블레시드의 캐릭터다."" 1981년 《Greatest Hits》 컴필레이션에도 이 버전이 포함되었다.
〈Flash〉는 프레디 머큐리와 브라이언 메이간의 듀엣으로 불리며 로저 테일러는 높은 화음을 추가했다. 메이는 리듬 부분을 제외한 모든 악기를 연주한다. 그는 뵈젠도르퍼 임페리얼 그랜드 피아노(88이 아닌 97개의 키로 저사거리에 옥타브를 추가해서), 오베르하임 OBX 신시사이저(비디오에서 그가 연주한)와 그의 집에서 만든 레드 스페셜 일렉트릭 기타를 사용했다.
미국 차트에서는 〈Flash〉가 빌보드 핫 100에서 42위에 올랐다. 이 노래는 캐시박스 톱 100에서 39위에 올랐다. 이 노래는 오스트리아의 1위를 포함한 대부분의 나라에서 10위안에 드는 유럽에서 훨씬 더 좋은 성적을 거두었다.